# Bentgraben
Der Bentgraben, der im Oberlauf in Leopoldshöhe als Eselsbach bezeichnet wird, ist ein 4,2 km langer, orographisch linker Nebenfluss der Werre im Nordosten des deutschen Bundeslandes Nordrhein-Westfalen.
Er ist nicht zu verwechseln mit dem ebenfalls Eselsbach genannten Bach im Süden der Gemeinde Leopoldshöhe, der hauptsächlich durch Asemissen fließt und bei Greste-Dorf in die Windwehe mündet.

## Verlauf
Nach den Angaben den Landesvermessungsamtes NRW entspringt der Bentgraben als Eselsbach in Leopoldshöhe auf einer Höhe von 120 m ü. NN direkt an der K 1.
Von seinem Ursprung aus fließt der Bach in Richtung Nordosten nach Krentruper Hagen und speist zwei kleine Teiche.
Nachdem der Bentgraben (Eselsbach) Krentruper Hagen durchflossen hat, fließt ihm zunächst rechts ein namenloses Nebengewässer aus dem Bereich Hakenheide zu. Anschließend fließt von rechts der auf einigen Karten zunächst als Pottenhauser Bach und im weiteren Verlauf ebenfalls als „Bentgraben“ bezeichneter Bach zu. Der von dort an ausschließlich als „Bentgraben“ bezeichnete Bach wendet sich ab diesem Punkt dem Norden zu und mündet schließlich nach einer Fließstrecke von 4,2 km auf einer Höhe von nur noch 83 m ü. NN östlich von Heipke am Rande des Naturschutzgebietes Heipker See bei KM 36,5 linksseitig in die Werre.
Der Bach entwässert einen kleinen Teil des Ravensberger Hügellandes.

## Nebenfluss
Der Bentgraben (Eselsbach) hat den oben genannten Zufluss, der einen halben Kilometer südöstlich entspringt und in zunächst nordöstliche Richtung durch Wedderwillen, Steinhagen und Pottenhausen fließt, sich aber im weiteren Verlauf dem Norden zuwendet und dann bei KM 1,6 in den Bentgraben (Eselsbach) mündet.
Nach Angaben des Landesvermessungsamtes NRW hat dieses Gewässer eine Länge von 3,9 km und ist nach den Gewässerverzeichnissen namenlos. In der topographischen Karte DTK 10 wird dieser Nebenfluss, der im Gewässerverzeichnis namenlos ist, jedoch im Oberlauf als „Pottenhauser Bach“ und später als „Bentgraben“ bezeichnet. Es hat eine längere Fließstrecke bis zur Mündung in den Bentgraben (Eselsbach) zurückgelegt als der Bentgraben (Eselsbach) selbst.